# Caroline Kennedy
Caroline Bouvier Kennedy (ur. 27 listopada 1957 w Nowym Jorku) – amerykańska pisarka, prawnik i urzędnik. Córka Johna F. Kennedy’ego i Jacqueline Kennedy.

## Życiorys

### Dzieciństwo i młodość
Była drugim dzieckiem i córką prezydenta Johna F. Kennedy’ego i jego żony, Jacqueline z d. Bouvier, a także bratanicą Edwarda Kennedy’ego i Roberta Kennedy’ego. Od trzeciego do szóstego roku życia mieszkała w Białym Domu. Po śmierci ojca w listopadzie 1963 przeniosła się z matką i młodszym bratem, Johnem juniorem do Nowego Jorku. Jako dziecko otrzymała w prezencie od I sekretarza KC KPZR Nikity Chruszczowa psa „Puszynkę” (jedno z sześciu szczeniąt „Striełki”), a od wiceprezydenta USA Lyndona Johnsona kucyka „Macaroni”.

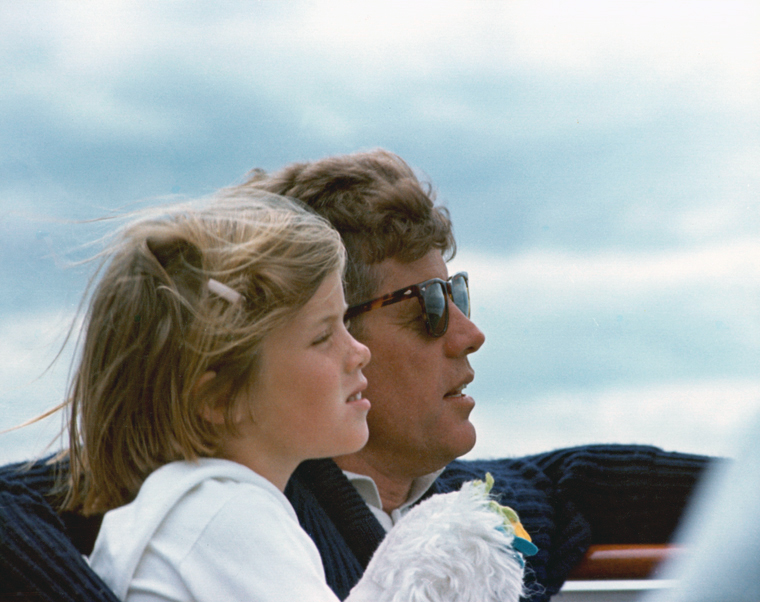
Kennedy z ojcem w Massachusetts (1963)

W 1967 została matką chrzestną lotniskowca nazwanego na cześć jej ojca.
W 1970 rozpoczęła naukę w prywatnej szkole dla dziewcząt Brearley School, w 1972 przeniosła się do Concord Academy w Massachusetts, w 1979 ukończyła studia na College Radcliffe (na kierunku „sztuka”), a następnie podjęła studia prawnicze na Columbia Law School.
W 1974 odbyła praktyki w domu aukcyjnym Sotheby’s. W trakcie studiów w College’u Radcliffe odbyła praktyki w redakcji nowojorskiego dziennika „Daily News”. W 1977 uczestniczyła w demonstracji przeciw kupowaniu przez Harvard Corporation udziałów w amerykańskich przedsiębiorstwach, które prowadziły interesy w RPA. Od 1979 przez sześć lat pracowała w dziale sztuk wizualnych w Metropolitan Museum of Art. W 1987 podjęła praktyki studenckie w kancelarii adwokackiej „Paul, Weiss, Rifkind Wharton i Garrison”.
19 lipca 1987 w kościele katolickim w Centerville (Massachusetts) poślubiła kustosza Edwina A. Schlossberga, z którym ma dwie córki: Rose (ur. 24 maja 1988) i Tatianę Celię (ur. 5 maja 1990) oraz syna Johna (ur. 19 stycznia 1993).
Wraz z Ellen Alderman napisała dwie książki o tematyce prawniczej: In Our Defense: The Bill of Rights in Action (W naszej obronie: Zastosowanie Karty Praw; 1991) i The Right to Privacy (1995).
Po śmierci matki 19 maja 1994 urządziła jej prywatny pogrzeb, pozbawiony jakichkolwiek mediów. Na uroczystość zaproszono rodzinę i przyjaciół, a jedyną znaną osobą wśród zebranych był ówczesny prezydent Bill Clinton z żoną, Hillary.

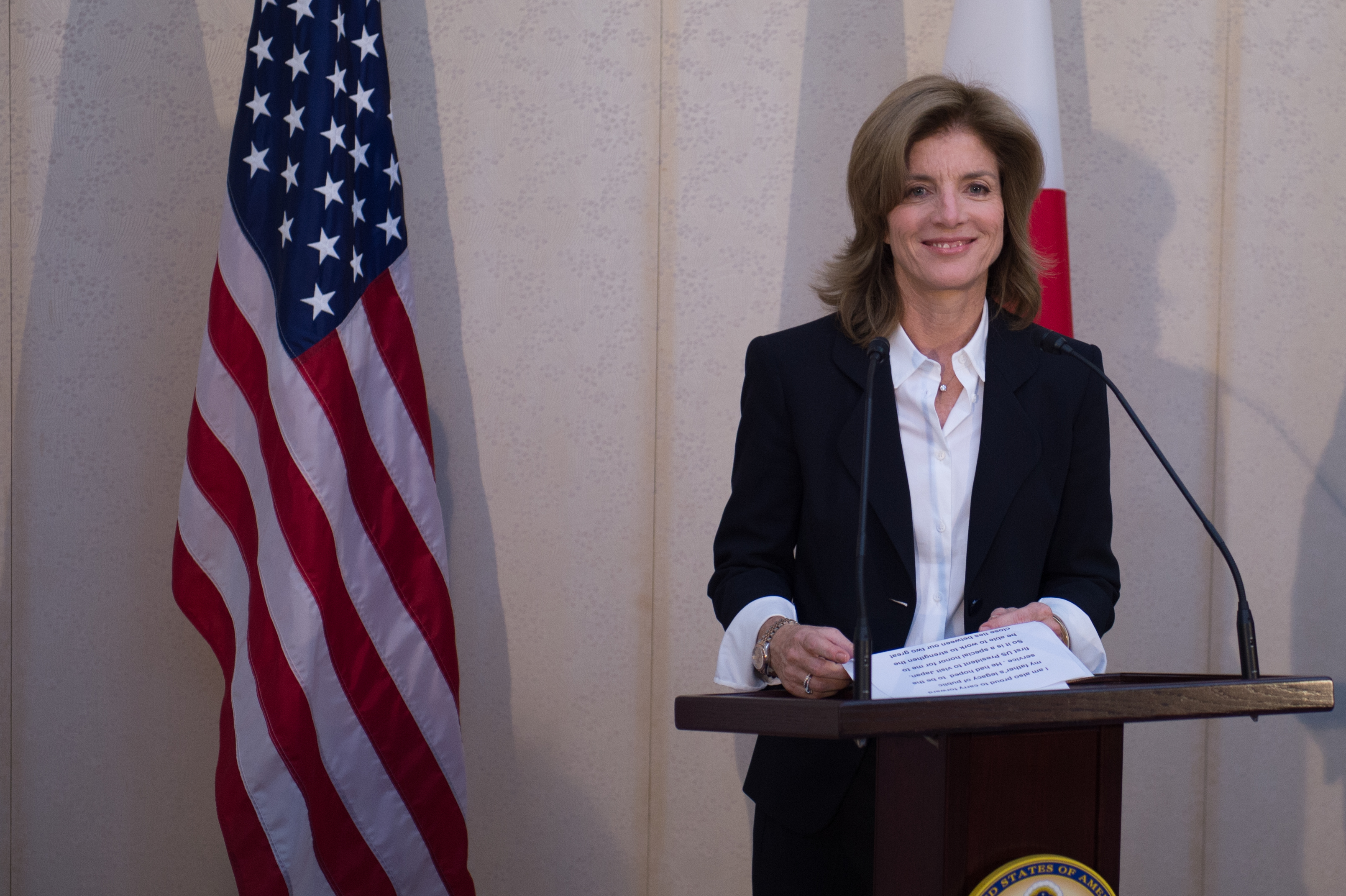
Kennedy wygłaszająca pierwsze oświadczenie jako ambasador w Międzynarodowym Porcie Lotniczym Narita (2013)

Jest prezesem John F. Kennedy Library Foundation, dyrektorem American Ballet Theatre (Narodowy Teatr Baletowy) oraz badaczem nieodkrytych dokumentów i akt Białego Domu z czasów prezydentury ojca Johna F. Kennedy’ego (szczególnie z okresu na krótko przed jego śmiercią) w Harvard Institute of Politics. Była członkiem rady nadzorczej John Fitzgerald Kennedy Library.
Była wymieniana jako główny kandydat do objęcia fotela senatora po Hillary Rodham Clinton, zwalniającego się w wyniku objęcia przez nią stanowiska sekretarza stanu w administracji 44. prezydenta USA Baracka Obamy. Kandydaturę Caroline popierał zresztą sam prezydent. Po tym, jak zrezygnowała z powodów osobistych, nową senator reprezentującą stan Nowy Jork została Kirsten Gillibrand. W latach 2013−2017 pełniła funkcję ambasadora Stanów Zjednoczonych w Japonii. Od 2022 pełni funkcję ambasadora Stanów Zjednoczonych w Australii.